# Get Heavy
Get Heavy je debitantski album finske hard rok grupe Lordi, izdat 2002. godine. Iako se na omotu albuma nalazi Kalma, sve bas linije na albumu svirao je bivši basista Magnum, koji je napustio bend neposredno pred objavljivanje albuma. Ovaj album posvećen je njemu.

## Spisak pesama
1. „Scarctic Circle Gathering“ – 1:02 (Ambient)
2. „Get Heavy“ – 3:01
3. „Devil Is a Loser“ – 3:29
4. „Rock the Hell Outta You“ – 3:06
5. „Would You Love a Monsterman?“ – 3:02
6. „Icon of Dominance“ – 4:35
7. „Not the Nicest Guy“ – 3:13
8. „Hellbender Turbulence“ – 2:46
9. „Biomechanic Man“ – 3:22
10. „Last Kiss Goodbye“ – 3:07
11. „Dynamite Tonite“ – 3:13
12. „Monster Monster“ – 3:23
13. „13“ – 1:06 (Ambient)

## Bonus pesme
14. „Don't Let My Mother Know“ - 3:32 (Severnoameričko i Japansko izdanje) 

15. „Would You Love a Monsterman?“ (radio verzija) - 03:04 (Japansko izdanje)

## Singlovi
1. „Would You Love a Monsterman?“ - Objavljen 28. Oktobra 2002.
2. „Devil Is a Loser“ - Objavljen 14. Aprila 2003.

## Članovi benda
- Mr. Lordi - Vokal, Semplovanje
- Amen - Gitara, Prateći vokal
- Magnum - Bas gitara, Prateći vokal
- Enary - Klavijature, Klavir, Prateći vokal
- Kita - Bubnjevi, Prateći vokal